# 111 South Wacker Drive
111 South Wacker Drive est une tour de bureaux située au 111 South Wacker Drive à Chicago. Achevé en 2005, il culmine à une hauteur de 208 m et comprend 51 étages, ce qui en fait l'un des plus hauts de la ville.
Il se trouve sur le site de l'ancien bâtiment US Gypsum, un des plus hauts bâtiments démolis à Chicago.
Conçu par la firme d'architecte Goettsch Partners, ce gratte-ciel possède une façade de verre bleu.
Le bâtiment est également remarquable pour sa conception durable, devenant ainsi le premier projet jamais réalisé à être certifié par le US Green Building Council.